# Lamothe-en-Blaisy
Lamothe-en-Blaisy är en kommun i departementet Haute-Marne i regionen Grand Est (tidigare regionen Champagne-Ardenne) i nordöstra Frankrike. Kommunen ligger i kantonen Juzennecourt som tillhör arrondissementet Chaumont. År 2018 hade Lamothe-en-Blaisy 57 invånare.

## Befolkningsutveckling
Antalet invånare i kommunen Lamothe-en-Blaisy
| Referens: INSEE |